# Yangwang U8

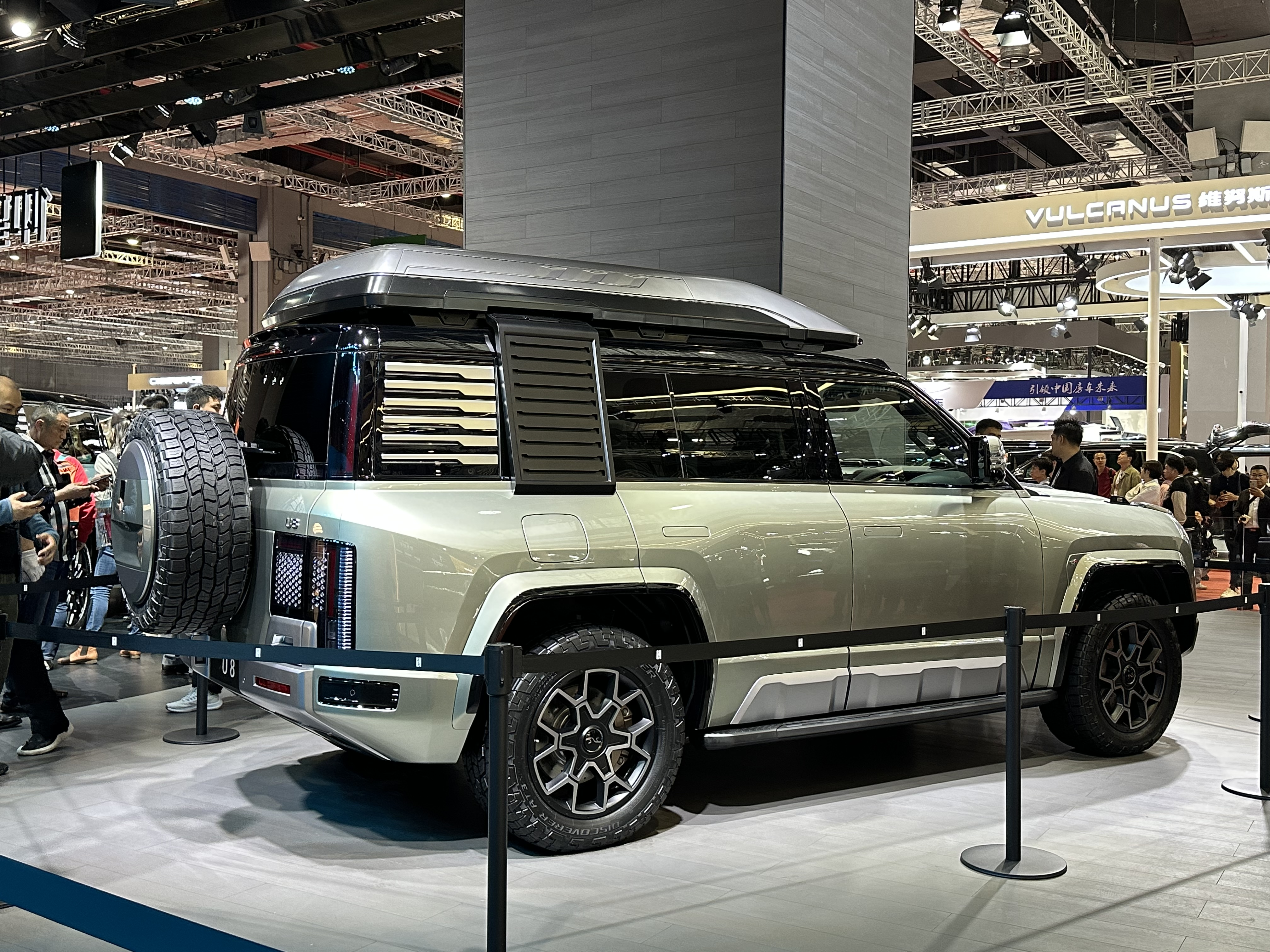
Вид сзади

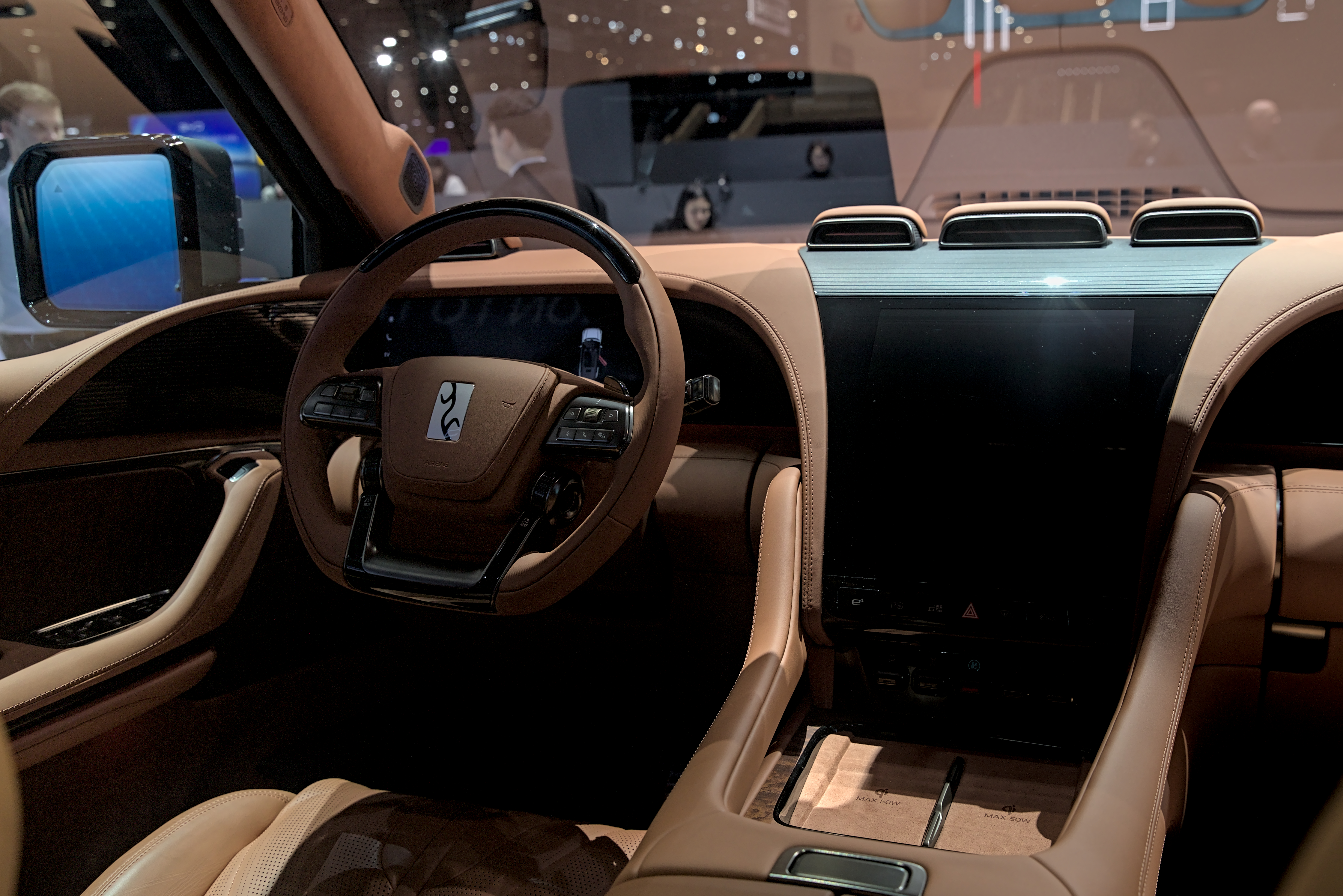
Интерьер

Yangwang U8 — гибридный вседорожник, производимый китайской компанией BYD Auto под брендом Yangwang с 2023 года.

## Описание
Автомобиль Yangwang U8 впервые был представлен 5 января 2023 года на автосалоне в Шанхае. Продажи автомобиля начались 18 апреля 2023 года в Китае. В России продаётся с лета 2023 года.

### Yangwang U8L
Yangwang U8L — версия Yangwang U8 с длинной колёсной базой, представленная в апреле 2025 года на Шанхайском автосалоне. Колёсная база удлинена на 200 мм, а кузов — на 81 мм. Автомобиль имеет двухцветную схему окраски «Obsidian Black / Sunstone Gold». Передние и задние эмблемы Yangwang изготовлены из 24-каратного золота. Колёса — 23-дюймовые кованые легкосплавные с восемью отверстиями.

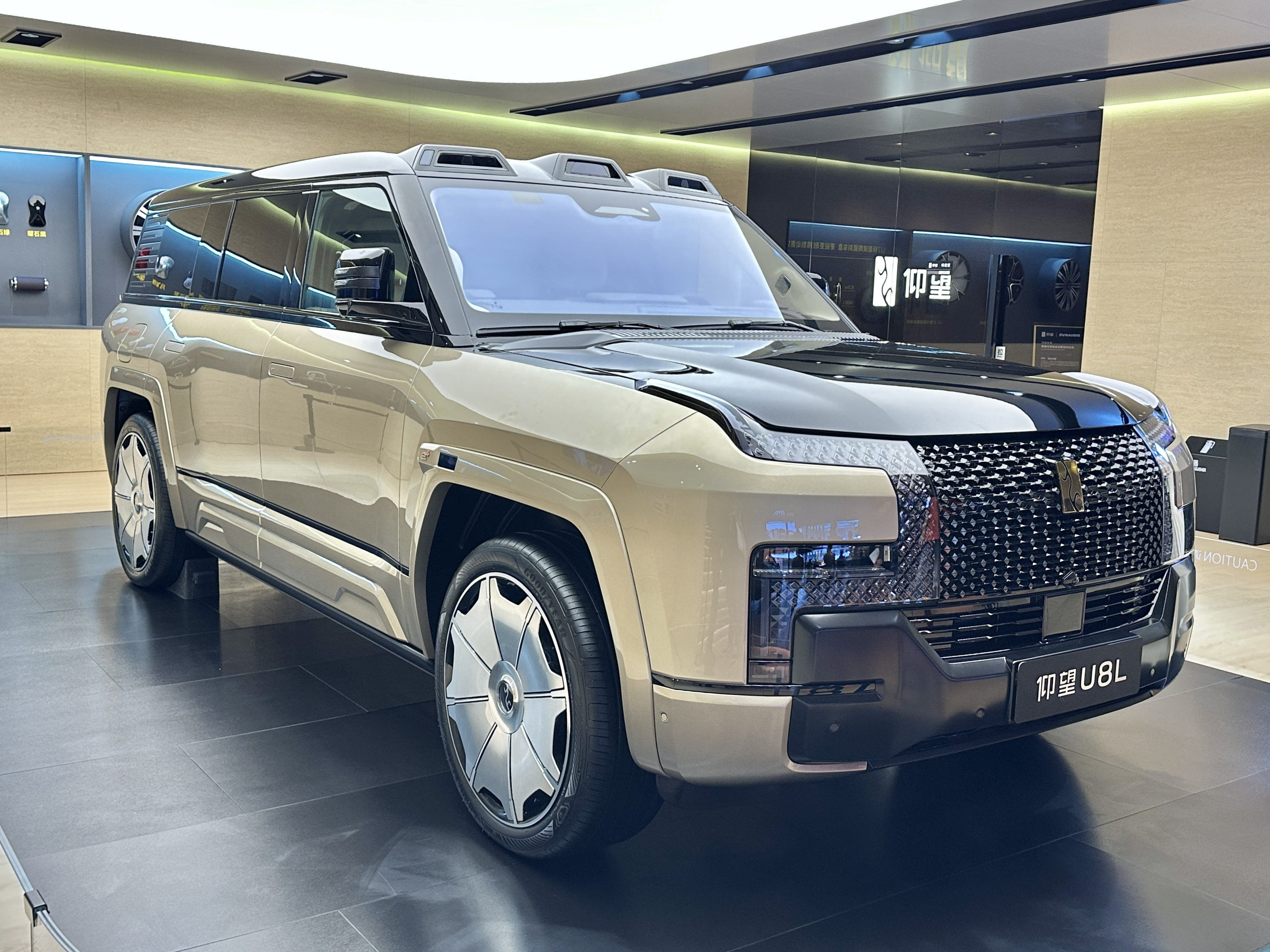
Вид спереди
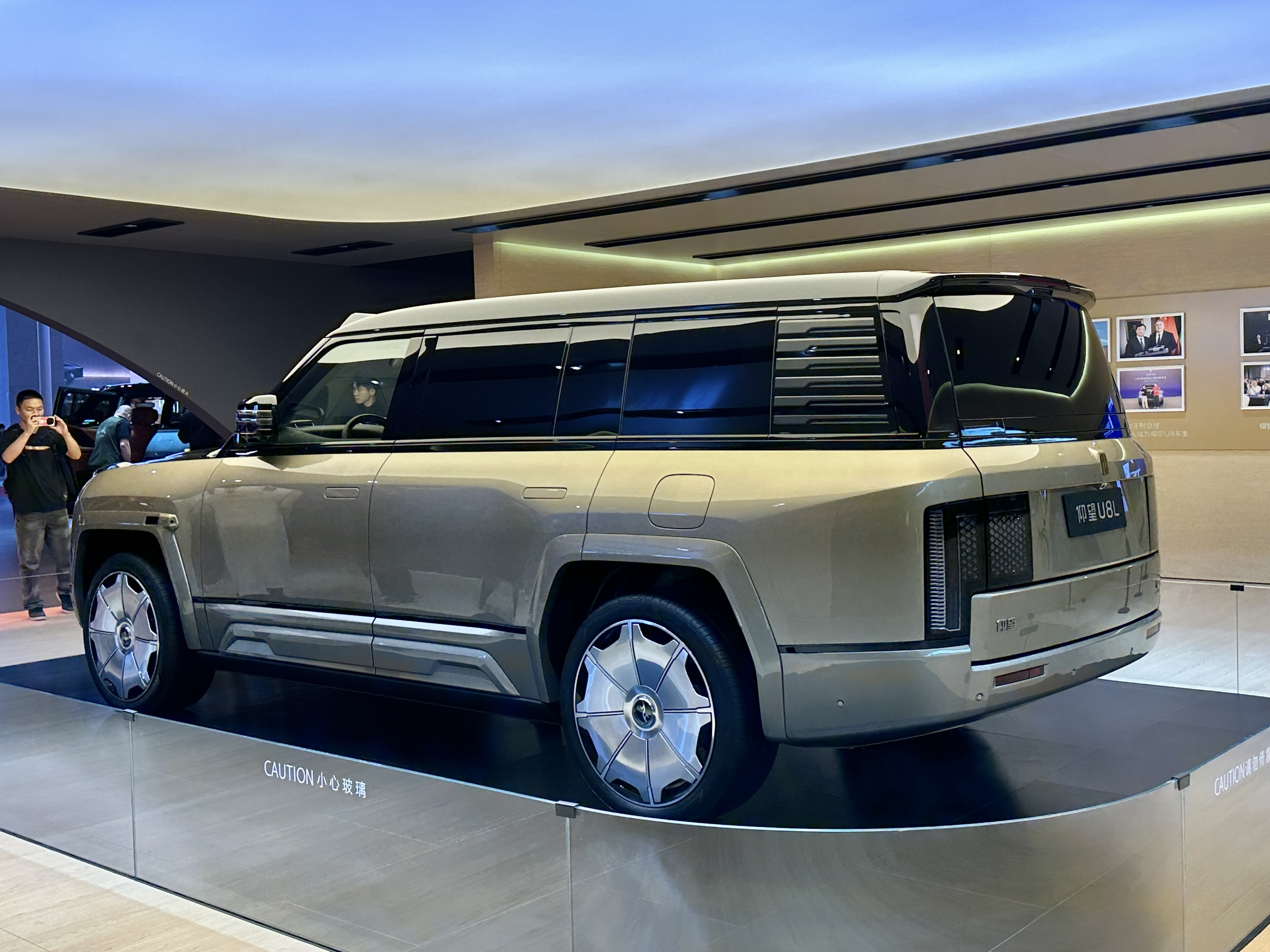
Вид сзади

## Технические характеристики
Автомобиль Yangwang U8 оснащается 2-литровым турбодвигателем, который заряжает тяговый аккумулятор ёмкостью 49 кВт·ч. Запас хода составляет 1000 км.

Базовая комплектация имеет пневматическую подвеску. Также существует возможность увеличения клиренса на 15 см. Опционально доступен внедорожный пакет OffRoad.

Yangwang U8 выполняет поворот танка
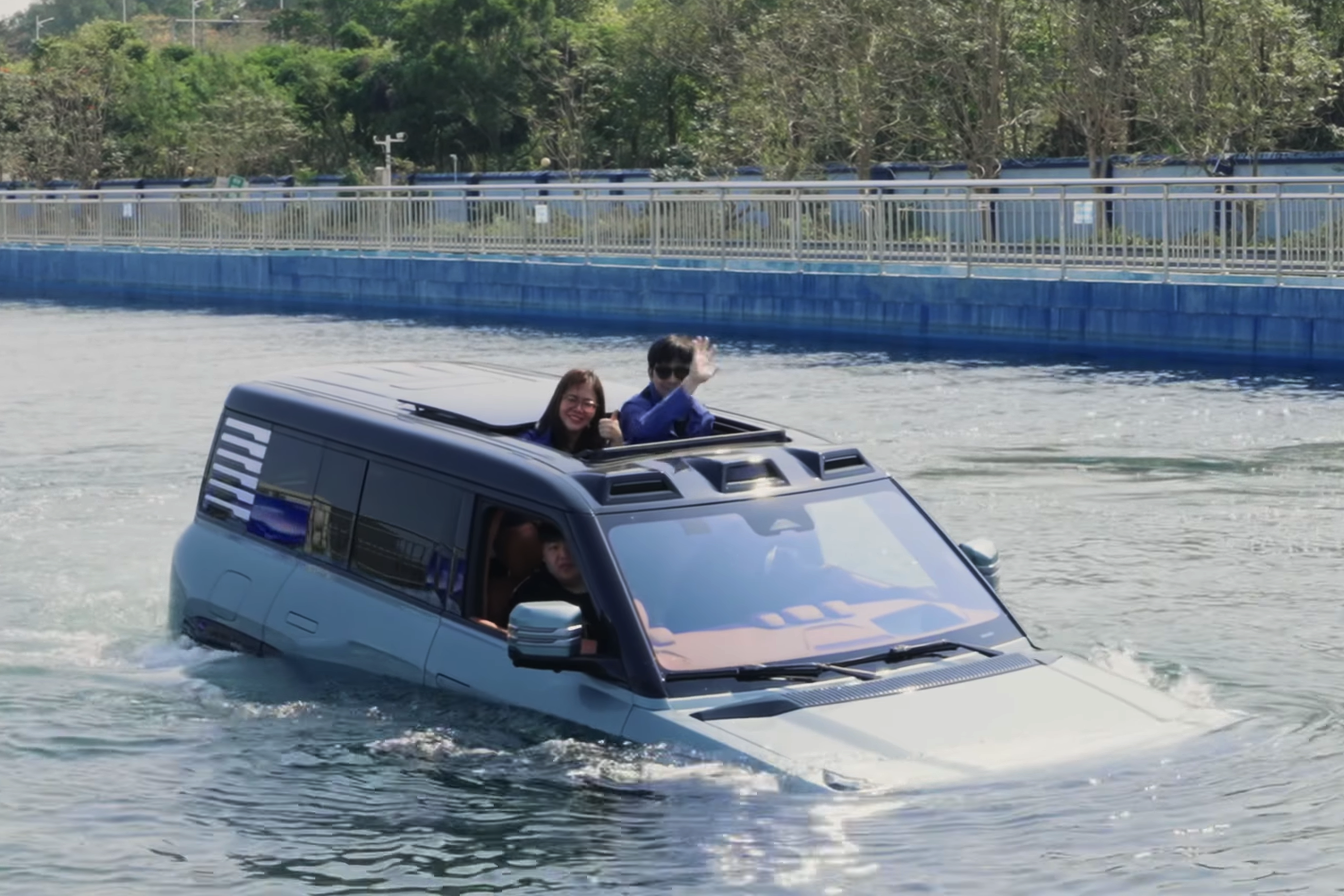
Работа аварийно-плавающего режима на YangWang U8
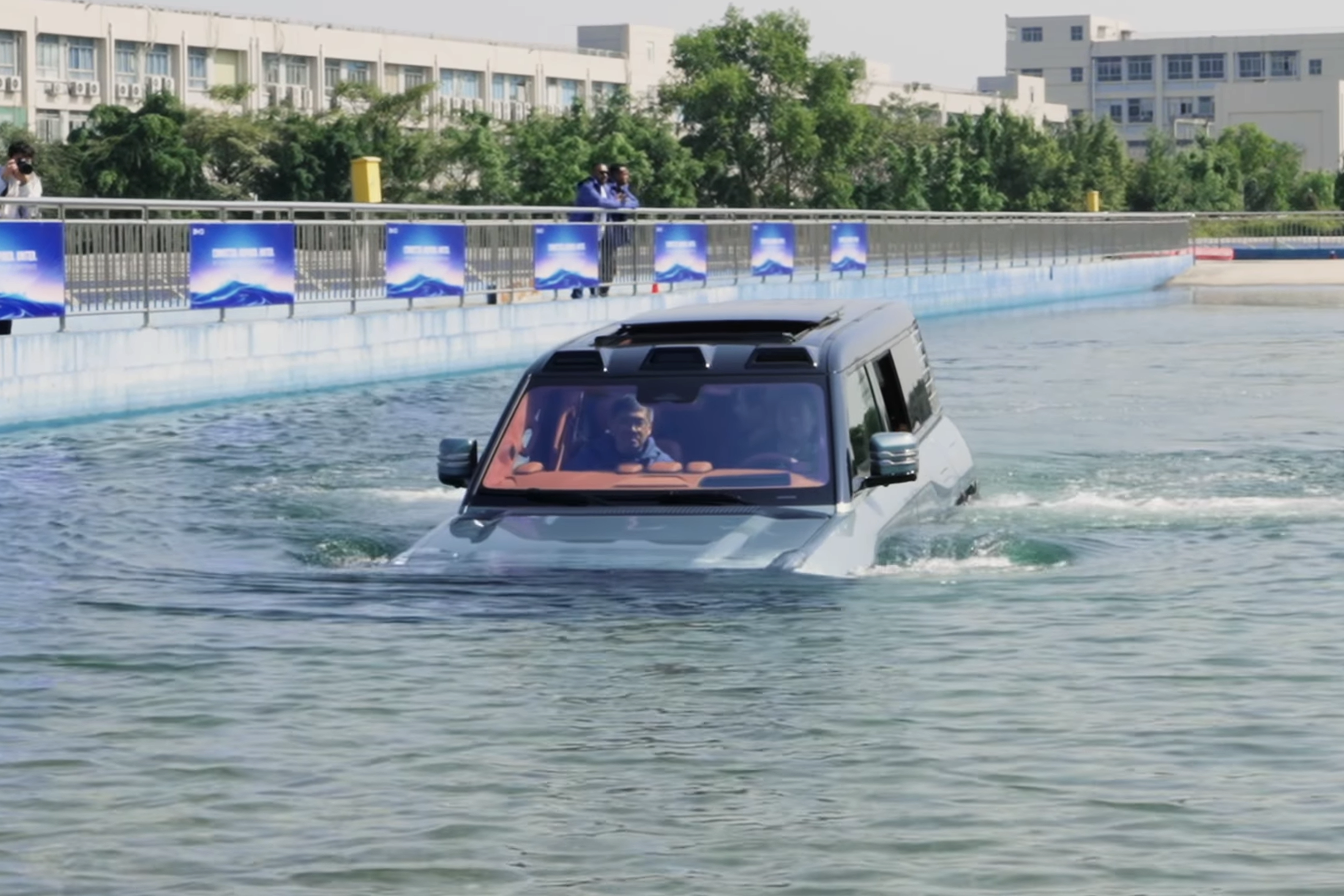
Работа аварийно-плавающего режима на YangWang U8